# ربکا هیلگر
ربکا هیلگر (۲۴ نوامبر ۱۹۹۲) یک شناگر اهل برمودا است. او در ماده ۵۰ متر آزاد زنان در بازی‌های المپیک تابستانی ۲۰۱۶ شرکت کرد و با زمان ثبت زمان ۲۶٫۵۴ ثانیه در رده ۵۲ قرار گرفت. او با این نتیجه به نیمه نهایی آن دوره از مسابقات صعود نکرد.